# 蓋氏食蚊魚
蓋氏食蚊魚，為輻鰭魚綱鯉齒目鯉齒亞目花鳉科的其中一種，分布於北美洲美國德州San Marcos河及Guadalupe河流域，體長可達4.4公分，屬於肉食性，生活習性不明。

## 擴展閱讀
維基物種上的相關：蓋氏食蚊魚